# David Traugott Kopf
David Traugott Kopf (sorbisch Dabit Boguwěr Głowan, latinisiert Wowanus; * 13. April 1788 in Schwarzkollm, Oberlausitz, Königreich Sachsen; † 2. November 1865 in Berlin, Königreich Preußen) war ein sorbischer Pädagoge.

## Leben
David Traugott Kopf begann seine Tätigkeit als Dorfschullehrer in den sorbischen Gemeinden Kackrow, Papitz und Fehrow, wo er ein „Wendisches Gesangbuch“ verfasste und herausgab.
1815 wurde er Lehrer an der Cottbuser wendischen Parochialschule. Er zeichnete sich durch zahlreiche Neuerungen und Impulse für die Bildung in sorbischer Sprache aus. Eine solche Ausbildung wurde von der preußischen Obrigkeit zu dieser Zeit als unnötig oder gar schädlich angesehen. Durch die Ideen Johann Heinrich Pestalozzis geprägt forderte er einen einheitlichen Lesestoff. Er setzte für die 400 Schulkinder ein eigenes Schulhaus durch, für die die Stadt Cottbus zwar ein Grundstück zur Verfügung stellte, die Gemeinden Ostrow, Brunschwig und Sandow sich jedoch nicht über die Finanzierungsanteile einigen konnten.
1816 gründete Kopf die „Lehrer-Konferenz-Gesellschaft“ als erste Lehrervereinigung in Cottbus, und wurde nach dem Ende der Parochialschule 1819  Lehrer in der Präparandenanstalt Neuzelle.
1825 wurde er Erziehungsinspektor der vom Verein für sittlich verwahrloste Kinder am 1. Mai vor dem Halleschen Tor in Berlin gegründeten Anstalt und blieb dies bis zu seiner Pensionierung. Von seinen Erziehungsprinzipien heißt es im ersten Jahresbericht des Vereins: „Die unausgesetzten Bemühungen und die beharrliche Geduld des Lehrers und Erziehers, Inspektor Kopf, seine abwechselnde Anwendung von Güte und Strenge, nach dem individuellen Gemüth der Zöglinge; strenge Gewöhnung an Fleiß und Ordnung und liebevolle Erweckung von Vertrauen zum Lehrer und zur Lehre, führten die rohesten Knaben aus ihrer tiefen Verworfenheit hinauf in die Wege zur Sitte, Wahrheit und Tugend; ihr Gemüth wurde dafür empfänglich, und eigenes Verlangen darnach in ihnen rege.“

## Ehrungen

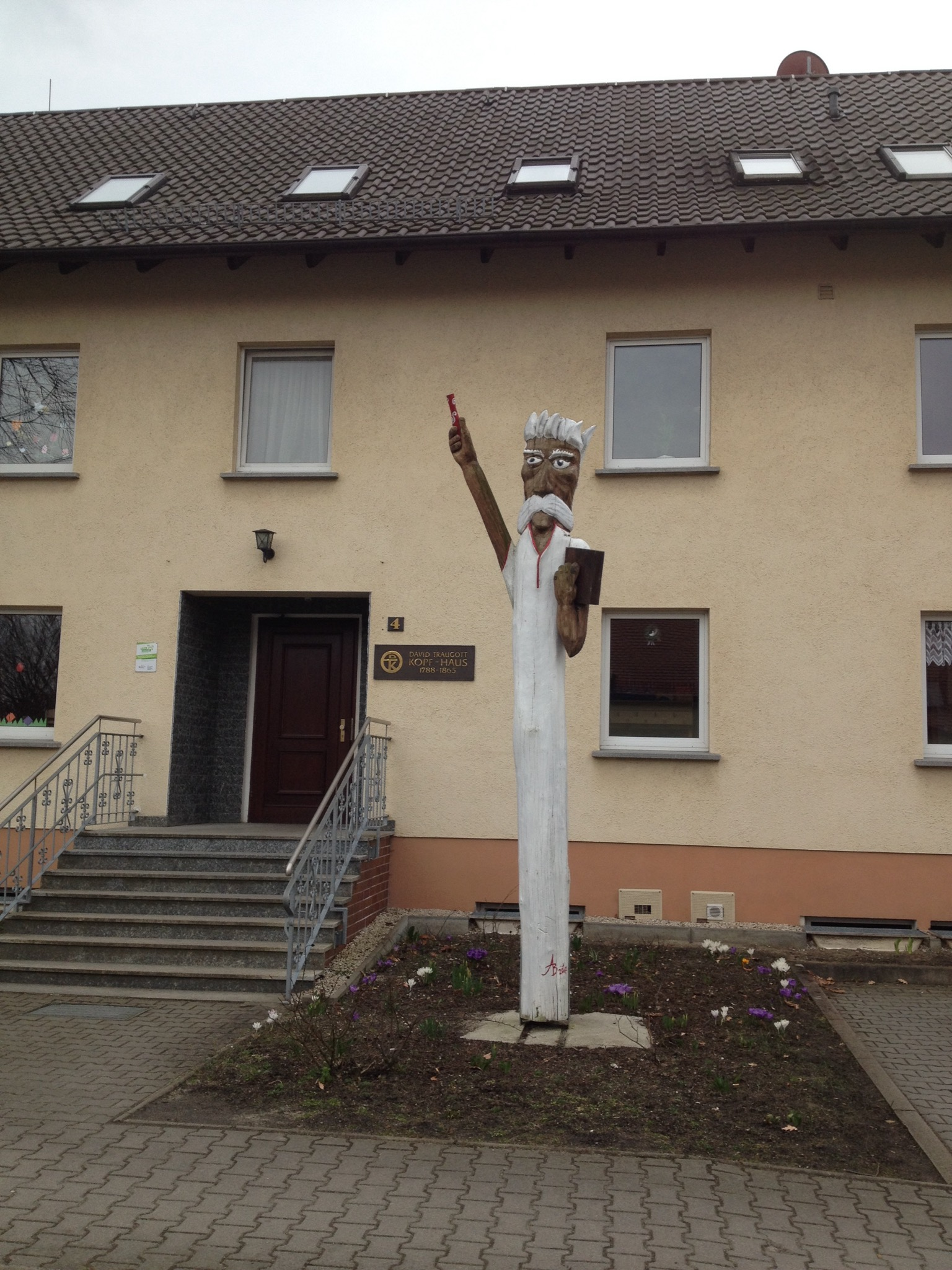
David-Traugott-Kopf-Haus in Schwarzkollm

Um seine Verdienste zu ehren, wurde ihm im Dezember 1855 der Rote Adlerorden dritter Klasse mit Schleife verliehen.
In seinem Geburtsort Schwarzkollm befindet sich das David-Traugott-Kopf-Haus, in welchem sich neben Wohnungen und einer Arztpraxis auch der örtliche Kindergarten befindet.

## Schriften (Auswahl)
- (überarbeitet): Johann Friedrich Julius Borsum:  Reise nach Constantinopel, Palästina und Egypten, oder: Lebendiger Beweis, wie gnädig Gott dem durchhilft, der seine Hoffnung auf ihn setzet. Ueberarbeitet von David Traugott Kopf. Berlin 1825
- Das Leben der sorbischen Lehrer Christian und David Wowanus oder: Der Sieg des Glaubens. 1830, mit autobiografischen Zügen
- Altes und Neues aus der Mappe eines alten Pädagogen: Ein Beitrag zur Geschichte des Erziehungswesens im nördlichen Deutschland. Albert Wohlgemuth's, Berlin 1843